# Лавове озеро

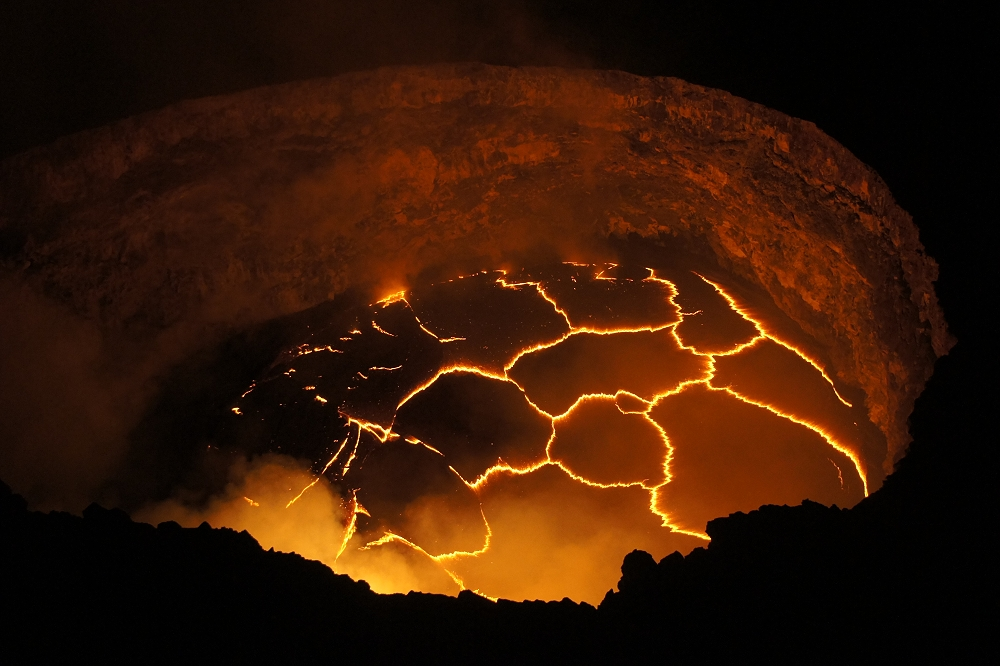
Лавове озеро, Кілауеа

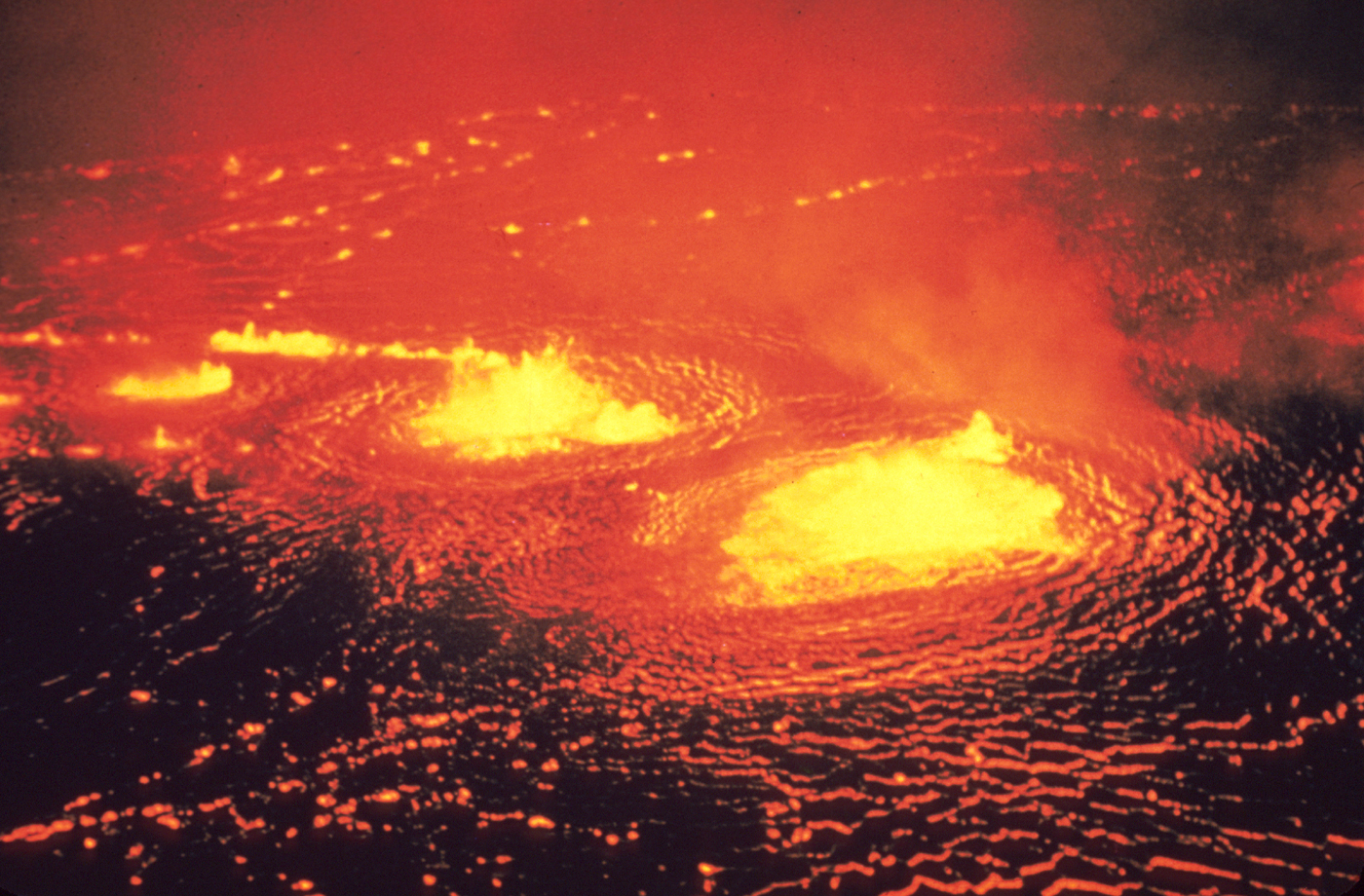
Фонтани лави в кратері озера лави, Кілауеа

Лавове озеро (англ. lava lake, fire lake; нім. Lavasee m, Feuersee m, Lavasee m im Kilaueakrater m) — озеро з рідкою, як правило, базальтовою лавою у вулканічному кратері або заглибленні. Лава в Л.о. іноді частково затверділа.
Приклад: Лавове озеро в кратері гавайського вулкана Кілауеа, вулканів Ньїрагонго і Ньямлагіра (Сх. Африка).

## Лавові озера в світі
Нині на Землі є чотири постійні озера лави. Вони розташовані в кратерах вулканів:
- Ерта-Але в Ефіопії,
- Еребус Антарктика,
- Кілауеа на Гаваях,
- Ньїрагонго в Демократичній Республіці Конго.

Озера лави також з'являються в кратерах:
- Вільяррика в Чилі,
- Марум острів Амбрим Вануату, востаннє у 2008 році.

## Інтернет-ресурси
- Lava lake in Nyiragongo Volcano crater. Video on France 24 TV [Архівовано 24 вересня 2009 у Wayback Machine.]
- Into the mouth of a volcano, video footage of lava lake in Vanuatu's Marum volcano